# Paya Pasir (Medan Marelan)
Paya Pasir is een bestuurslaag in het regentschap Medan van de provincie Noord-Sumatra, Indonesië. Paya Pasir telt 11.332 inwoners (volkstelling 2010).